# Phyllanthus petenensis
Phyllanthus petenensis är en emblikaväxtart som beskrevs av Cyrus Longworth Lundell. Phyllanthus petenensis ingår i släktet Phyllanthus och familjen emblikaväxter.
Artens utbredningsområde är Guatemala. Inga underarter finns listade i Catalogue of Life.